# Paulhac (Alt Loira)
Paulhac és un municipi francès situat al departament de l'Alt Loira i a la regió d'Alvèrnia-Roine-Alps. L'any 2007 tenia 659 habitants.

## Demografia

### Població
El 2007 la població de fet de Paulhac era de 659 persones. Hi havia 253 famílies de les quals 44 eren unipersonals (20 homes vivint sols i 24 dones vivint soles), 101 parelles sense fills, 92 parelles amb fills i 16 famílies monoparentals amb fills.
La població ha evolucionat segons el següent gràfic:
Habitants censats

### Habitatges
El 2007 hi havia 291 habitatges, 254 eren l'habitatge principal de la família, 17 eren segones residències i 20 estaven desocupats. 278 eren cases i 10 eren apartaments. Dels 254 habitatges principals, 209 estaven ocupats pels seus propietaris, 42 estaven llogats i ocupats pels llogaters i 3 estaven cedits a títol gratuït; 1 tenia una cambra, 4 en tenien dues, 16 en tenien tres, 65 en tenien quatre i 168 en tenien cinc o més. 196 habitatges disposaven pel capbaix d'una plaça de pàrquing. A 72 habitatges hi havia un automòbil i a 171 n'hi havia dos o més.

### Piràmide de població
La piràmide de població per edats i sexe el 2009 era:
| Homes | Edats   | Dones |
| ----- | ------- | ----- |
| 0     | 95 o +  | 0     |
| 0     | 90 a 94 | 0     |
| 0     | 85 a 89 | 0     |
| 0     | 80 a 84 | 4     |
| 12    | 75 a 79 | 4     |
| 20    | 70 a 74 | 8     |
| 4     | 65 a 69 | 16    |
| 8     | 60 a 64 | 12    |
| 12    | 55 a 59 | 8     |
| 32    | 50 a 54 | 36    |
| 32    | 45 a 49 | 28    |
| 16    | 40 a 44 | 12    |
| 36    | 35 a 39 | 40    |
| 16    | 30 a 34 | 8     |
| 16    | 25 a 29 | 16    |
| 20    | 20 a 24 | 8     |
| 20    | 15 a 19 | 32    |
| 40    | 10 a 14 | 32    |
| 12    | 5 a 9   | 36    |
| 12    | 0 a 4   | 12    |

## Economia
El 2007 la població en edat de treballar era de 449 persones, 341 eren actives i 108 eren inactives. De les 341 persones actives 312 estaven ocupades (161 homes i 151 dones) i 29 estaven aturades (14 homes i 15 dones). De les 108 persones inactives 42 estaven jubilades, 40 estaven estudiant i 26 estaven classificades com a «altres inactius».

### Ingressos
El 2009 a Paulhac hi havia 256 unitats fiscals que integraven 672 persones, la mediana anual d'ingressos fiscals per persona era de 16.552,5 €.

### Activitats econòmiques
Dels 22 establiments que hi havia el 2007, 1 era d'una empresa alimentària, 4 d'empreses de fabricació d'altres productes industrials, 7 d'empreses de construcció, 1 d'una empresa de comerç i reparació d'automòbils, 1 d'una empresa d'hostatgeria i restauració, 1 d'una empresa immobiliària, 5 d'empreses de serveis i 2 d'entitats de l'administració pública.
Dels 7 establiments de servei als particulars que hi havia el 2009, 1 era un paleta, 1 guixaire pintor, 1 fusteria, 1 lampisteria i 3 electricistes.
L'any 2000 a Paulhac hi havia 14 explotacions agrícoles que ocupaven un total de 498 hectàrees.

## Equipaments sanitaris i escolars
Els 2 equipaments sanitaris que hi havia el 2009 eren ambulàncies.
El 2009 hi havia una escola elemental.

## Poblacions més properes
El següent diagrama mostra les poblacions més properes.